# Compterosmittia claggi
Compterosmittia claggi är en tvåvingeart som först beskrevs av Tokunaga 1964.  Compterosmittia claggi ingår i släktet Compterosmittia och familjen fjädermyggor. Inga underarter finns listade i Catalogue of Life.